# Národní park Cabo Pulmo
Cabo Pulmo je národní mořský park na východním pobřeží Kalifornského poloostrova v Mexiku mezi Cabo Pulmo a mysem Los Frailes přibližně 100 km severně od mysu svatého Lukáše. Záliv Pulmo je v místě nejstaršího korálového útesu, jednoho ze tří korálových útesů na západním pobřeží Severní Ameriky. Korálový útes, jehož stáří se odhaduje na 20 000 let, je nejsevernějším korálovým útesem ve východním Pacifiku. Korálový útes má mnoho výběžků tvrdých korálů na vystupujících skaliscích běžících rovnoběžně podél pobřeží a přecházejících postupně do hlubších vod dále od pobřeží. Dne 5. června 1995 vyhlásil mexický prezident Ernesto Zedillo oblast obklopující Cabo Pulmo národním mořským parkem. Amigos para la Conservación de Cabo Pulmo, A.C. (Přátelé zachování Cabo Pulmo – ACCP) je spolek založený v roce 2002 s cílem zachovat přírodní bohatství parku. Dne 2. května 1997 byl INE jmenován první dobrovolný ředitel parku Jose Luis Pepe Murrieta. Když v roce 2004 federální vláda vyčlenila dostatečně velký rozpočet, byl národní komisí chráněných oblastí (CONANP) oficiálně jmenován Carlos Narro.
John Steinbeck v knize The Log from the Sea of Cortez (Lodní deník z Cortezova moře) napsal o Cabo Pulmo následující:
„Spletitost životních vzorů na útesu Pulmo byla dokonce větší než na mysu svatého Lukáše. Lpějící na korálech, zalíbená do nich, zanořující se do nich, byla hemžící se zvířena. Každý kousíček měkkého odlamujícího se materiálu kypěl životem, drobní krabi a červi a šneci. Jeden malý kousek korálu snad ukrýval 30 nebo 40 druhů, barvy na útesu byly elektrizující.“

Před vyhlášením parku byla oblast velice zdecimována lovem. Vytvoření národního parku a dohlížení na jeho ochranu se blahodárně projevilo na mořském ekosystému. Během první dekády 21. století se více než o 400 % zvětšil přírůstek celkové biomasy. Přírůstek je přisuzován zdravě fungujícímu ekosystému korálového útesu.